# Guam en los Juegos Olímpicos de Londres 2012
Guam estuvo representado en los Juegos Olímpicos de Londres 2012 por ocho deportistas, cinco hombres y tres mujeres, que compitieron en cinco deportes.
La portadora de la bandera en la ceremonia de apertura fue la luchadora Maria Dunn. El equipo olímpico guameño no obtuvo ninguna medalla en estos Juegos.